# Porsche Vision 357 Speedster
La Porsche Vision 357 Speedster est un concept car de spider électrique du constructeur automobile allemand Porsche présenté en juillet 2023 et qui célèbre les 75 ans du constructeur comme la Porsche Vision 357 présentée six mois plus tôt.

## Présentation
La Porsche Vision 357 Speedster est présentée le 13 juillet 203 au festival de vitesse de Goodwood. La 357 Speedster s'inspire de la 356 Roadster, premier modèle de la marque lancé le 8 juin 1948, et célèbre les 75 ans du constructeur de Stuttgart. Sa peinture bi-colore gris Glace métallisé et gris Grivola métallisé est recouverte de stickers 75 pour fêter cet anniversaire.

## Caractéristiques techniques
La Vision 357 Speedster est basée sur le prototype 718 GT4 e-Performance présenté au Festival de Goodwood 2022.
Elle reprend les moteurs électriques synchrone à aimants permanents (avant et arrière) et la batterie de 80 kWh du concept Porsche Mission R de 2021 et le châssis de la 718 GT4 Clubsport.